# 1080i

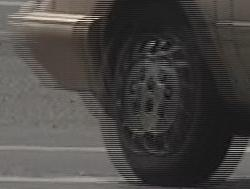
Przykład obrazu z przeplotem pokazujący szybko przemieszczający się obiekt; w przypadku telewizora LCD materiał z przeplotem przed wyświetleniem przekształcany do postaci progresywnej; w telewizorach kineskopowych oba półobrazy wyświetlane są kolejno w różnych liniach obrazu, co w oku tworzy wrażenie ciągłego obrazu

1080i – oznaczenie jednej z rozdzielczości telewizji HDTV (ang. High-definition television), z przeplotem „i” (ang. interlaced).
Rozdzielczość każdej pełnej klatki obrazu wynosi 1920×1080, a sygnał nadawany jest w proporcji 16:9. Jedna klatka jest podzielona na dwa pola. Jedno z pól podaje parzyste linie, a drugie nieparzyste, czyli jedno pole ma rozdzielczość 1920x540. W sygnale TV dwa pola składające się na jedną klatkę obrazu są zarejestrowane w dwóch różnych momentach, czyli w rzeczywistości przedstawiają dwa różne obrazy. Przy odwzorowywaniu scen o zwiększonej dynamice jak np. transmisje sportowe,  dzięki temu zwiększa się płynność ruchów.
W systemie tym nadaje Telewizja Polska programy TVP1 HD i TVP2 HD w naziemnej telewizji cyfrowej.